# Mistrzostwa Ameryki Południowej w Piłce Siatkowej Mężczyzn 2007
XXVII Mistrzostwa Ameryki Południowej w Piłce Siatkowej Mężczyzn odbyły się w chilijskich miastach Viña del Mar i Santiago między 5 a 9 września 2007 roku.
Tytułu sprzed dwóch lat bronili Brazylijczycy (odnieśli 20 kolejnych zwycięstw) i to oni po raz kolejny zdobyli mistrzostwo. Był to dwudziesty szósty złoty medal mistrzostw Ameryki Południowej w historii brazylijskiej siatkówki.
Mistrz i Wicemistrz Ameryki Południowej 2007 otrzymali awans na Puchar Świata 2007.
Najbardziej wartościowym graczem turnieju (MVP) został brazylijski przyjmujący Giba. Najwięcej nagród indywidualnych (5) otrzymali zawodnicy z Brazylii.

## System rozgrywek
Osiem reprezentacji zostało podzielonych na dwie grupy po cztery drużyny, w których mecze odbywały się systemem kołowym "każdy z każdym". Po dwie najlepsze drużyny z obu grup utworzyły pary półfinałowe, których zwycięzcy zagrali o tytuł mistrzowski, a przegrani - o brązowy medal. Drużyny z 3. i 4. miejsc po fazie grupowej wzięły udział w analogicznej do finałów rywalizacji o miejsca 5 – 8.
O kolejności w tabeli decydowały kolejno: 
- liczba punktów,
- stosunek małych punktów,
- stosunek setów.

## Drużyny uczestniczące
| Reprezentacja | Miejsce w poprzednich mistrzostwach |
| ------------- | ----------------------------------- |
| Argentyna     | 2                                   |
| Brazylia      | 1                                   |
| Chile         | 5                                   |
| Kolumbia      | 4                                   |
| Paragwaj      | 6                                   |
| Peru          | ns.                                 |
| Urugwaj       | ns.                                 |
| Wenezuela     | 3                                   |

## Faza grupowa
awans do półfinałów

### Grupa A
Viña del Mar
| Poz. | Reprezentacja | Pkt | Mecze | Mecze | Mecze | Małe punkty | Małe punkty | Małe punkty | Sety | Sety | Sety  |
| Poz. | Reprezentacja | Pkt | M     | Z     | P     | zdob.       | str.        | ratio       | wyg. | prz. | ratio |
| ---- | ------------- | --- | ----- | ----- | ----- | ----------- | ----------- | ----------- | ---- | ---- | ----- |
| 1    | Brazylia      | 6   | 3     | 3     | 0     | 226         | 154         | 1,468       | 9    | 0    | MAX   |
| 2    | Wenezuela     | 5   | 3     | 2     | 1     | 213         | 185         | 1,151       | 6    | 3    | 2,000 |
| 3    | Kolumbia      | 4   | 3     | 1     | 2     | 185         | 193         | 0,959       | 3    | 6    | 0,500 |
| 4    | Urugwaj       | 3   | 3     | 0     | 3     | 133         | 225         | 0,591       | 0    | 9    | 0,000 |

| 5 września 2007 |

| 16:00 | Wenezuela | 3:0(25:14, 25:23, 25:20) | Kolumbia |  |
| 16:00 |           | 3:0(25:14, 25:23, 25:20) |          |  |

|  | Brazylia | 3:0(25:20, 25:17, 25:15) | Urugwaj |  |
|  |          | 3:0(25:20, 25:17, 25:15) |         |  |

| 6 września 2007 |

|  | Wenezuela | 3:0(25:20, 25:17, 25:15) | Urugwaj |  |
|  |           | 3:0(25:20, 25:17, 25:15) |         |  |

|  | Brazylia | 3:0(25:15, 25:19, 25:19) | Kolumbia |  |
|  |          | 3:0(25:15, 25:19, 25:19) |          |  |

| 7 września 2007 |

|  | Brazylia | 3:0(25:21, 25:18, 26:24) | Wenezuela |  |
|  |          | 3:0(25:21, 25:18, 26:24) |           |  |

|  | Kolumbia | 3:0(25:12, 25:21, 25:10) | Urugwaj |  |
|  |          | 3:0(25:12, 25:21, 25:10) |         |  |

### Grupa B
Santiago
| Poz. | Reprezentacja | Pkt | Mecze | Mecze | Mecze | Małe punkty | Małe punkty | Małe punkty | Sety | Sety | Sety  |
| Poz. | Reprezentacja | Pkt | M     | Z     | P     | zdob.       | str.        | ratio       | wyg. | prz. | ratio |
| ---- | ------------- | --- | ----- | ----- | ----- | ----------- | ----------- | ----------- | ---- | ---- | ----- |
| 1    | Argentyna     | 6   | 3     | 3     | 0     | 258         | 188         | 1,372       | 9    | 2    | 4,500 |
| 2    | Chile         | 5   | 3     | 2     | 1     | 226         | 206         | 1,097       | 6    | 4    | 1,500 |
| 3    | Paragwaj      | 4   | 3     | 1     | 2     | 272         | 285         | 0,954       | 6    | 7    | 0,857 |
| 4    | Peru          | 3   | 3     | 0     | 3     | 173         | 250         | 0,692       | 1    | 9    | 0,111 |

| 5 września 2007 |

|  | Argentyna | 3:2(23:25, 25:14, 20:25, 25:18, 15:6) | Paragwaj |  |
|  |           | 3:2(23:25, 25:14, 20:25, 25:18, 15:6) |          |  |

|  | Chile | 3:0(25:18, 25:13, 25:16) | Peru |  |
|  |       | 3:0(25:18, 25:13, 25:16) |      |  |

| 6 września 2007 |

|  | Argentyna | 3:0(25:17, 25:16, 25:16) | Peru |  |
|  |           | 3:0(25:17, 25:16, 25:16) |      |  |

|  | Chile | 3:1(25:13, 26:24, 24:26, 25:21) | Paragwaj |  |
|  |       | 3:1(25:13, 26:24, 24:26, 25:21) |          |  |

| 7 września 2007 |

|  | Paragwaj | 3:1(25:20, 25:12, 25:27, 25:18) | Peru |  |
|  |          | 3:1(25:20, 25:12, 25:27, 25:18) |      |  |

|  | Argentyna | 3:0(25:15, 25:16, 25:20) | Chile |  |
|  |           | 3:0(25:15, 25:16, 25:20) |       |  |

## Faza finałowa

### Rywalizacja o miejsca 5-8.
Viña del Mar
| 8 września 2007 |

|  | Paragwaj | 3:0(25:23, 25:21, 25:21) | Urugwaj |  |
|  |          | 3:0(25:23, 25:21, 25:21) |         |  |

|  | Kolumbia | 3:1(25:17, 25:17, 22:25, 25:21) | Peru |  |
|  |          | 3:1(25:17, 25:17, 22:25, 25:21) |      |  |

### Mecz o 7. miejsce
Viña del Mar
| 9 września 2007 |

|  | Urugwaj | 3:2(25:22, 25:22, 16:25, 19:25, 17:15) | Peru |  |
|  |         | 3:2(25:22, 25:22, 16:25, 19:25, 17:15) |      |  |

### Mecz o 5. miejsce
Viña del Mar
| 9 września 2007 |

|  | Paragwaj | 3:1(23:25, 25:18, 25:22, 25:21) | Kolumbia |  |
|  |          | 3:1(23:25, 25:18, 25:22, 25:21) |          |  |

### Półfinały
Santiago
| 8 września 2007 |

|  | Brazylia | 3:0(25:16, 25:22, 25:17) | Chile |  |
|  |          | 3:0(25:16, 25:22, 25:17) |       |  |

|  | Argentyna | 3:2(21:25, 25:21, 25:23, 22:25, 15:13) | Wenezuela |  |
|  |           | 3:2(21:25, 25:21, 25:23, 22:25, 15:13) |           |  |

### Mecz o 3. miejsce
Santiago
| 9 września 2007 |

|  | Chile | 1:3(23:25, 25:17, 20:25, 20:25) | Wenezuela |  |
|  |       | 1:3(23:25, 25:17, 20:25, 20:25) |           |  |

### Finał
Santiago
| 9 września 2007 |

|  | Brazylia | 3:0(25:15, 25:17, 39:37) | Argentyna |  |
|  |          | 3:0(25:15, 25:17, 39:37) |           |  |

## Klasyfikacja końcowa
| Miejsce | Zespół    | Uwagi                       |
| ------- | --------- | --------------------------- |
|         | Brazylia  | Awans na Puchar Świata 2007 |
|         | Argentyna | Awans na Puchar Świata 2007 |
|         | Wenezuela |                             |
| 4       | Chile     |                             |
| 5       | Paragwaj  |                             |
| 6       | Kolumbia  |                             |
| 7       | Urugwaj   |                             |
| 8       | Peru      |                             |

## Nagrody indywidualne
| MVP  | Najlepszy atakujący | Najlepszy blokujący | Najlepszy zagrywający | Najlepszy broniący | Najlepszy rozgrywający | Najlepszy przyjmujący | Najlepszy libero |
| ---- | ------------------- | ------------------- | --------------------- | ------------------ | ---------------------- | --------------------- | ---------------- |
| Giba | Rodrigo Santana     | Gustavo Endres      | Bruno Rezende         | Martin Meana       | Santiago Orduna        | Igor Lopez            | Sérgio Santos    |